# Беси сир Кир
Беси сир Кир (фр. Bessy-sur-Cure) насеље је и општина у источном делу централне Француске у региону Бургоња, у департману Јон која припада префектури Осер.
По подацима из 2011. године у општини је живело 181 становника, а густина насељености је износила 17,19 становника/km². Општина се простире на површини од 10,53 km². Налази се на средњој надморској висини од метара (максималној 233 m, а минималној 117 m).

## Демографија
| 1962. | 1968. | 1975. | 1982. | 1990. | 1999. | 2011. |
| ----- | ----- | ----- | ----- | ----- | ----- | ----- |
| 136   | 148   | 152   | 136   | 122   | 121   | 181   |

График промене броја становника у току последњих година